# Christoph Mayer (Architekt)

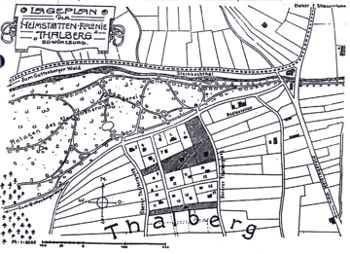
Lageplan zur Heimstätten-Kolonie Thalberg

Christoph Mayer (* 15. Juli 1864 in Augsburg; † 11. Mai 1931 möglicherweise in Würzburg) war ein deutscher Architekt.

## Wirken
Christoph Mayer war hauptsächlich in Würzburg tätig. Einige seiner erhalten gebliebenen Bauten stehen mittlerweile unter Denkmalschutz. Dazu gehören das Sommerhaus im Oberen Dallenbergweg 5 (früher: Christoph-Mayer-Weg 6), ein eingeschossiger Mansardwalmdachbau samt Turm im barockisierenden Heimatstil, der 1907 erbaut wurde, sowie ein weiteres Sommerhaus in der Nachbarschaft im Christoph-Mayer-Weg 8 aus dem Jahr 1908. Nicht denkmalgeschützt ist die ehemalige Lungenheilanstalt Luitpoldheim in Lohr am Main, mittlerweile als Franziskushöhe bekannt, die 1901 fertiggestellt wurde. Des Weiteren entwarf er das 1911 erbaute Geschäftshaus der Firma A. Guttenhöfer, dem Hofjuwelier in der Würzburger Domstraße.
Mayer, der als „pingelig und übergenau“ bezeichnet wurde, arbeitete ab 1927 mit Franz Kleinsteuber im Büro „Mayer und Kleinsteuber“ zusammen, das auch nach seinem Tod diesen Namen behielt. In der Bürogemeinschaft wurde unter anderem das Verwaltungshochhaus Augustinerstraße 9 in Würzburg entworfen, das in den Jahren 1928 bis 1930 gebaut wurde und denkmalgeschützt ist.
Mayer war Mitglied im Bund Deutscher Architekten. Er starb möglicherweise in Würzburg.

## Ehrungen
Der Christoph-Mayer-Weg in Würzburg ist nach dem Architekten benannt.